# Walo Lüönd
Pour les articles homonymes, voir Walo (homonymie).
Walo Lüönd, né le 13 avril 1927 à Zoug, mort le 17 juin 2012 à Locarno est un acteur suisse ; il est bien connu pour son rôle dans le film à grand succès Les Faiseurs de Suisses avec Emil Steinberger. Ses obsèques ont eu lieu le 26 juin 2012 à Untersiggenthal, Argovie.

## Filmographie
La Conséquence de Wolfgang Petersen (1977) : Giorgio Manzoni
Les Faiseurs de Suisses de Rolf Lyssy (1978) :  Max Bodmer
Der Erfinder de Kurt Gloor (1980): Otti; avec Bruno Ganz